# قانون التصالح فى بعض مخالفات البناء (مصر)
قانون التصالح المصري (رسميا القانون رقم 17 لسنة 2019، المتعلق بالتصالح في بعض مخالفات البناء وتقنين أوضاعها).

## تشريع القانون
استغرق تشريع القانون نحو 4 سنوات، وصدرت نسخته الأولى في 8 أبريل/ نيسان من العام الماضي، وقد عدل القانون أكثر من مرة، لكن أبرز التعديلات التي طرأت عليه هي ما تضمنها القانون رقم 1 لسنة 2020.
ويقضي القانون بجواز تصالح السلطات في مخالفات البناء، التي ارتكبت بالمخالفة لأحكام القوانين المنظمة للبناء (وأبرزها القانون 119 لسنة 2008).

## بنود القانون

### المادة الأولى[3]
يجوز التصالح في الأعمال التي ارتكبت بالمخالفة لأحكام القوانين المنظمة للبناء وفي حالات تغيير الاستخدام في المناطق التي لا يوجد لها مخططات تفصيلية معتمدة والتي ثبت القيام بها قبل العمل بأحكام هذا القانون.
ويحظر التصالح على الآتى:
1) الأعمال التي تخل بالسلامة الإنشائية للبناء.
2) التعدى على خطوط التنظيم المعتمدة وحقوق الارتفاق المقررة قانوناً.
3) المخالفات الخاصة بالمبانى والمنشآت ذات الطراز المعمارى المتميز.
4) تجاوز قيودالارتفاع المقررة من سلطة الطيران المدنى، أو تجاوز متطلبات شئون الدفاع عن الدولة.
5) البناء على الأراضى المملوكة للدولة.
6) البناء على الأراضى الخاضعة لقانون حماية الآثار وحماية نهر النيل.
7) تغيير الاستخدام للمناطق التي صدر لها مخططات تفصيلية معتمدة من الجهة الإدارية.
8) البناء خــارج الأحوزة العمرانية المعتمدة.
ويستثنى من البناء خارج الأحوزة العمرانية المعتمدة:
- الحالات الواردة فـى المادة الثانية إصدار من مواد قانون البناء الصادر بالقانون رقم 119 لسنة 2008.
- المشروعات الحكومية والخدمية. والمشروعات ذات النفع العام.
- الكتل السكنية المتاخمة للأحوزة العمرانية للقرى والمدن، ويقصد بها المبانى المكتملة والمتمتعة بالمرافق والمأهولة بالسكان والمقامة على مساحات فقدت مقومات الزراعة وطبقًا للتصوير الجوى في 22/7/2017 والتي يصدر بتحديدها قرار من لجنة الأحوزة العمرانية المشكلة بقرار من السيد وزير الإسكان والمرافق والمجتمعات العمرانية الجديدة.

### المادة الثانية
تشكل بكل جهة إدارية مختصة والمشار إليها في المادة الرابعة من قانون البناء، لجنة فنية أو أكثر من غير العاملين بها برئاسة مهندس استشارى تخصص هندسة إنشائية وعضوية اثنين على الأقل من المهندسين، أحدهما مدنى والآخر معمارى معتمدين لدى الجهة الإدارية وممثل عن وزارة الداخلية للعناية بالدراسات الأمنية.ويصدر بتشكيل هذه اللجنة قرار من المحافظ أو رئيس الهيئة المختص بحسب الأحوال.

### المادة الثالثة
يقدم طلب التصالح خلال مدة لا تجاوز ستة أشهر من تاريخ العمل باللائحة التنفيذية لهذا القانون إلى الجهة الإدارية المختصة بتطبيق أحكام قانون البناء الصادر بالقانون رقم 119 لسنة 2008، وذلك بعد سداد رسم فحص يدفع نقداً بحد ادنى الف جنيه وبما لا يجاوز خمسة آلاف جنيه وتحدد اللائحة التنفيذية فئات هذا الرسم. ويتعين على الجهة الإدارية المختصة إنشاء سجلات خاصة تقيد فيها طلبات التصالح والإجراءات والقرارات التي تتخذ بشأنها، وإعطاء مقدم الطلب شهادة تفيد ذلك مثبتاً بها رقمه وتاريخ قيده والمستندات المرفقة به، ويترتب على تقديم هذه الشهادة إلى المحكمة أو الجهات المختصة بحسب الاحوال وقف نظر الدعاوى المتعلقة بالمخالفة ووقف تنفيذ الأحكام والقرارات والإجراءات الصادرة بشأن الأعمال المخالفة محل هذا الطلب لحين البت فيه، جاء ذلك بعدما، وافق المجلس، على حذف الفقرة الأخيرة من المادة والتي كانت تنص على، «وتتخذ الاجراءات القانونية حيال المباني التي لم تقدم في شأنها طلبات التصالح خلال المدة المقررة».

### المادة الرابعة
تختص اللجنة المنصوص عليها فـى المادة الثانية من هذا القانون بالبت فـى طلبات التصالح، وعلى اللجنة أن تجرى معاينة ميدانية للموقع محل المخالفة، وأن تكلف طالب التصالح بتقديم تقرير هندسى معتمد من مكتب استشارى هندسى عن السلامة الإنشائية لكامل العقار المخالف، وغيرها من المستندات اللازمة للبت في هذا الطلب خلال مدة الست شهور المحددة لتقديم المستندات، على أن تنتهى اللجنة المشار إليها من أعمالها خلال مدة لا تجاوز أربعة أشهر من تاريخ تقديم الطلب مستوفياً المستندات المطلوبة، ويعتبر التقرير الهندسى المشار اليه محرراً رسمياً فـى نطاق تطبيق أحكام قانون العقوبات.

### المادة الخامسة
تنشأ بكل محافظة لجنة أو أكثر بقرار من المحافظ تتولى تحديد مقابل التصالح على المخالفات على أساس قيمة سعر المتر لكل منطقة، وتشكل هذه اللجان من: اثنين من ممثلى الجهة الإدارية المختصة، واثنين من مقيمى عقاريين معتمدين من هيئة الرقابة المالية، وممثل من وزارة المالية (الخدمات الحكومية).
تتولى اللجنة تقسيم المحافظة إلى عدة مناطق بحسب المستوى العمرانى والحضارى وتوافر الخدمات، وذلك بحد أدنى 50جنية وأقصى 2000جنية، بسعر المتر المسطح ويجوز أداء قيمة تقنين الأوضاع على أقساط على النحو الذي تحدده اللائحة التنفيذية.

### المادة السادسة
يصدر المحافظ أو رئيس الهيئة المختص، بحسب الأحوال، قرار بقبول التصالح بعد موافقة اللجنة المنصوص عليها في المادة (2) من هذا القانون على الطلب وسداد قيمة مقابل التصالح، ويترتب على صدوره انقضاء الدعاوى المتعلقة بموضوع المخالفة، وإلغاء ما يتعلق بها من قرارات وحفظ التحقيقات بشأن هذه المخالفات إذا لم يكن قد تم التصرف فيها، ويعتبر هذا القرار بمثابة ترخيص للأعمال المخالفة محل هذا الطلب ومنتجًا لآثاره.
ويترتب على الموافقة على طلب التصالح في حالة صدور حكم بات في موضوع المخالفة وقف تنفيذ العقوبة المقضى بها، وتأمر النيابة العامة بوقف تنفيذ العقوبة إذا حصل التصالح أثناء تنفيذها.
وفي جميع الأحوال لا يترتب على قبول التصالح على المخالفة أي إخلال بحقوق ذوى الشأن المتعلقة بالملكية.
وفي حالة رفض اللجنة طلب التصالح على المخالفة أو عدم سداد قيمة مقابل التصالح خلال ستين يومًا من تاريخ موافقة اللجنة، يصدر المحافظ أو رئيس الهيئة المختصة، بحسب الأحوال، قرارًا بالرفض وباستكمال الإجراءات التنفيذية اللازمة، أو بتصحيح الأعمال المخالفة وفق أحكام قانون البناء الصادر بالقانون رقم 119 لسنة 2008، ويستأنف نظر الدعاوى والتحقيقات الموقوفة وتنفيذ الأحكام والقرارات والإجراءات الصادرة بشأن الأعمال المخالفة.
ولايصدر القرار النهائى بالتصالح الا بعد طلاء واجهات العقارات كاملة التشطيب، على أن يراعى اللجان المختصة أوضاع المبانى بالقرى.

### المادة السابعة
على الجهة الإدارية المختصة أن تخطر الجهات القائمة على شئون المرافق (الكهرباء، والغاز، والمياه، والصرف الصحي) بالقرار الصادر بقبول التصالح أو برفضه خلال الخمسة عشر يومًا التالية لصدوره، لاتخاذ ما يلزم بشأنها.

### المادة الثامنة
تؤول جميع المبالغ المحصلة طبقًا لأحكام هذا القانون إلى الخزانة العامة للدولة، ويخصص منها لصالح الجهة الإدارية الواقع في ولايتها المخالفة النسب الآتية، نسبة 25% صندوق الإسكان الاجتماعى والمشروعات التنموية، ونسبة 39% لمشروعات البنية التحتية من صرف صحى ومياه شرب
كما تضمنت نسبة لا تزيد على 1% لإثابة أعضاء اللجان المنصوص عليها في هذا القانون والعاملين بالجهة الادارية المختصة القائمة بشئون التخطيط والتنظيم وغيرهم من العاملين بالوحدات المحلية والأجهزة، ويصدر قرار من المحافظ المختص أو رئيس الهيئة المختص، بحسب الأحوال بتحديد النسبة المقررة وما تستحقه من كل الفئات المشار اليها.

### المادة التاسعة
يجوز لمن رُفض طلبه للتصالح التظلم من قرار الرفض خلال ثلاثين يوماً من تاريخ إخطاره به.
وتتولى نظر التظلم لجنة تـُشكل بمقر المحافظة أو الهيئة الإدارية المختصة برئاسة مستشار من مجلس الدولة، وعضوية مهندس استشارى متخصص في الهندسة المدنية لا تقل خبرته عن خمسة عشر عاما، وثلاثة على الأقل من المهندسين أحدهم مدنى والأخر معمارى لديهما خبرة لا تقل عن عشرة أعوام ومقيدين بنقابة المهندسين.
ويصدر بتشكيل اللجنة قرار من المحافظ أو رئيس الهيئة المختصة ويشترط لصحة انعقادها حضور رئيسها واثنين على الأقل من أعضائها.
وتصدر اللجنة قراراتها بأغلبية أصوات الحاضرين، وعند التساوى يُرجح الجانب الذي منه رئيس اللجنة.
وعلى اللجنة أن تبت فـى التظلم خلال تسعون يوما، من تاريخ تقديم الطلب، ويعتبر انقضاء تلك المدة دون البت في الطلب، أن التظلم مقبول
وتبين اللائحة التنفيذية لهذا القانون قواعد وإجراءات عمل اللجنة.

### المادة العاشرة
يُصدر رئيس مجلس الوزراء اللائحة التنفيذية لهذا القانون بناء على عرض وزير الإسكان والمرافق والمجتمعات العمرانية خلال ثلاثة أشهر من تاريخ العمـل بـه.

### المادة الحادية عشر
ينشر هذا القانون فـى الجريدة الرسمية ويعمل به اعتبارًا من اليوم التالى لتاريخ نشره.